# José Pardo y Barreda
José Simón Pardo y Barreda (Lima, 24 febbraio 1864 – Lima, 3 agosto 1947) è stato un politico peruviano.
È stato Presidente del Perù dal 24 settembre 1904 al 24 settembre 1908 e dal 18 agosto 1915 al 4 luglio 1919. Figlio di Manuel Pardo, anch'egli Presidente del Perù, e nipote del politico e scrittore Felipe Pardo y Aliaga.